# A45高速公路
A45高速公路是法国中部一条计划于2015年建设的高速公路，该高速在1993年的初步研究后搁置，当时正在寻找承建单位。A45计划全长48千米，连接La Fouillouse和Brignais。